# Kupusina
Kupusina (in serbo Купусина?, in ungherese Bácskertes) è un villaggio della Serbia situato nella municipalità di Apatin, nel Distretto della Bačka Occidentale, nella provincia autonoma di Voivodina.

## Popolazione
Il villaggio ha una popolazione, prevalentemente costituita da Ungheresi, di 2 356 abitanti (censimento del 2002).
Evoluzione Demografica
- 1961: 3 133 abitanti
- 1971: 3 063 abitanti
- 1981: 2 694 abitanti
- 1991: 2 500 abitanti
- 2002: 2 356 abitanti